# Tragedia w Kazimierzu Dolnym (1961)
Tragedia w Kazimierzu Dolnym – utonięcie w Wiśle 13 dzieci, mające miejsce 23 czerwca 1961 r. w Kazimierzu Dolnym. Jest to najtragiczniejsze tego typu zdarzenie w powojennej historii Lubelszczyzny.

## Tło

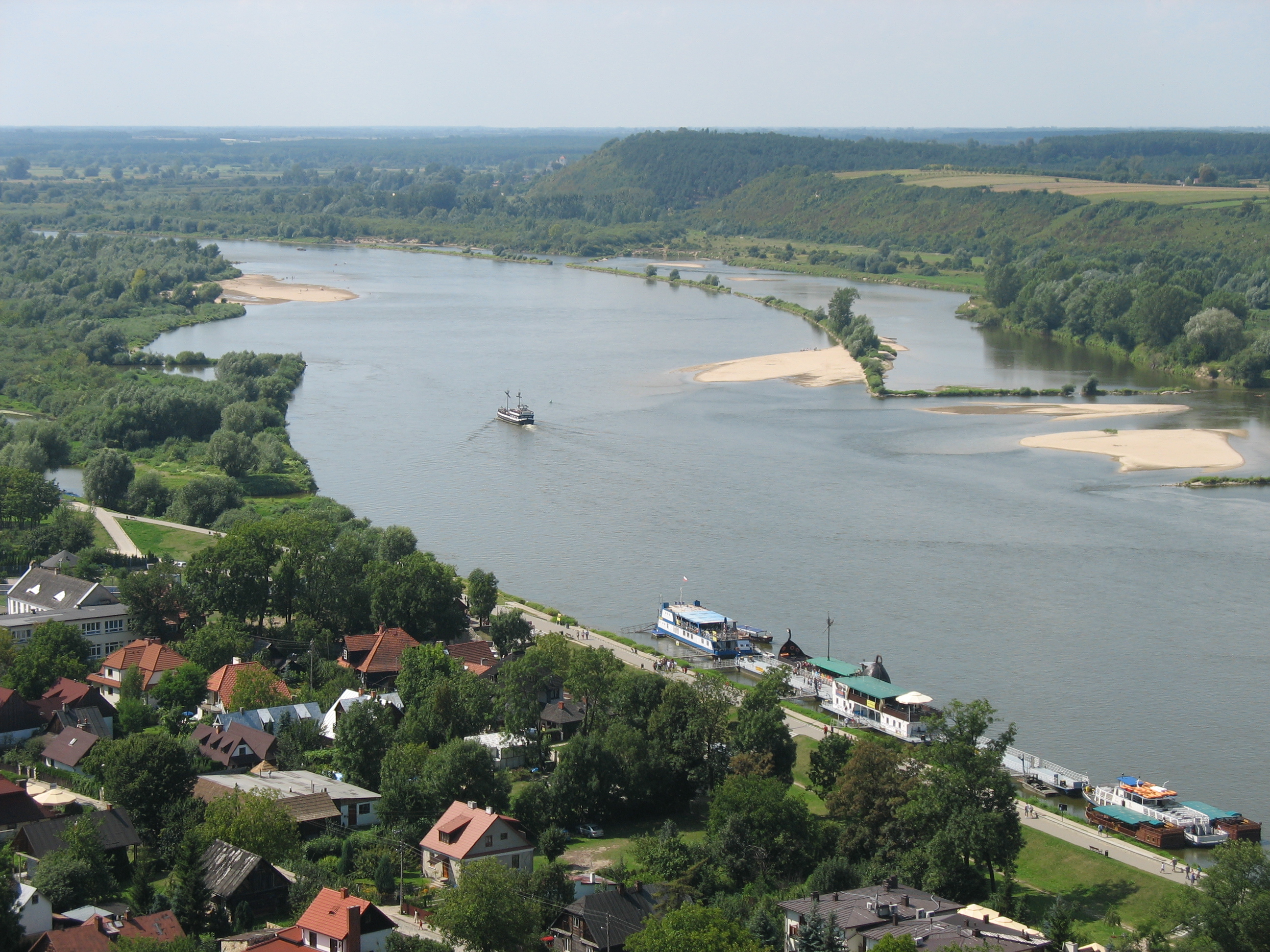
Wisła w Kazimierzu Dolnym

W czerwcu 1961 roku, ze względu na panujące wtedy upały i zbliżające się zakończenie roku szkolnego, nauczyciele ze Szkoły Podstawowej nr 17 przy ul. Krochmalnej w Lublinie postanowili zorganizować wycieczkę najlepszych uczniów do Kazimierza Dolnego. Wycieczka odbyła się 23 czerwca 1961 r., pojechało na nią 28 (inne źródło podaje ponad 50) uczniów wraz z trzema nauczycielkami (w tym 29-letnia nauczycielka wychowania fizycznego, Jadwiga H.).

## Przebieg zdarzenia
Jadwiga H. zaprowadziła część dzieci nad Wisłę. Dzieci weszły do wody z łachy pomiędzy schroniskiem PTTK a kamieniołomami. Po przejściu przez płytką (do kolan) wodę i dotarciu do wysepki oddalonej od brzegu o ok. 120 m, dzieci przez pewien czas pozostały na niej bawiąc się, po czym grupa, trzymając się za ręce, ruszyła wraz z nauczycielką w dół rzeki. W pewnym momencie jedna z dziewczynek zaczęła się topić. Jadwiga H. ruszyła jej z pomocą, jednak w tym czasie topić zaczęło się drugie dziecko. Pozostałe dzieci zaczęły w panice uciekać w miejsce, w którym woda była głęboka, po czym nurt zaczął zabierać je coraz dalej.

## Akcja ratunkowa
W miejscu zdarzenia nie było ratowników. Dzieci były wyławiane na brzeg oraz przenoszone do kościoła św. Anny. Dzieci, które przeżyły, zostały zaprowadzone do autobusu na rynku i oczekiwały na odebranie przez rodziców. Zginęło 13 dzieci: Małgorzata, Mirosława, Barbara, Maria, Ewa, dwie Elżbiety, Basia, Lechosław, Waldemar, Zbigniew, Czesław i Adam. Część z nich udało się wyłowić dopiero kilka dni po zdarzeniu. Jadwiga H. w dniu zdarzenia próbowała popełnić samobójstwo przez utopienie się w Wiśle, jednak została powstrzymana przez milicjanta.

## Pogrzeb
Pogrzeb dzieci odbył się cztery dni po zdarzeniu, 27 czerwca 1961 roku, w kościele św. Teresy od Dzieciątka Jezus w Lublinie. W uroczystościach żałobnych wzięli udział rodzice, rodziny, przedstawiciele kuratorium, nauczyciele, młodzież szkolna oraz mieszkańcy Lublina.

## Konsekwencje zdarzenia
Proces Jadwigi H. rozpoczął się w 1962 r. Została skazana na 3,5 roku więzienia, z którego wyszła po zaledwie 8 miesiącach. Sąd wyrokiem trzech miesięcy więzienia w zawieszeniu ukarał także byłą kierowniczkę szkoły nr 17 za organizację wycieczki ze zbyt mała liczbą nauczycieli.